# Чавич, Драган
Дра́ган Ча́вич (серб. Драган Чавић; род. 19 марта 1958, Зенице) — боснийский политик из числа боснийских сербов, президент Республики Сербской с ноября 2002 до ноября 2006 года, вице-президент в 2000—2002 годах. Член Сената Республики Сербской с 1996 по 2011 год.
Драган Чавич учился в Баня-Луке, в 1980 году окончил экономический факультет.
До начала политической карьеры работал на руководящих должностях в нескольких государственных и частных фирмах. Чавич женат. Имеет сына и дочь.